# Nậm Mu (suối)
Nậm Mu là một dòng suối, phụ lưu của sông Lô, chảy ở xã Tân Thành, Bắc Quang, tỉnh Hà Giang, Việt Nam 
.
Nậm Mu dài cỡ 14  km, đổ vào bờ phải sông Lô.

## Dòng chảy
Nậm Mu bắt nguồn từ núi Khau Ham phía tây xã Tân Thành, Bắc Quang, chảy theo hướng đông nam, qua cầu Mu trên quốc lộ 2 thì đổ vào bờ phải sông Lô.

## Thủy điện
Thủy điện Nậm Mu công suất lắp máy 12 MW được xây dựng ở xã Tân Thành, Bắc Quang, tỉnh Hà Giang, hoàn thành năm 2003 .

## Chỉ dẫn
1. ↑  Trong tiếng Thái-Tày "Nậm" có nghĩa là nước, sông, suối.